# Bāsanti
Bāsanti är en ort i Indien.   Den ligger i distriktet South 24 Paraganas och delstaten Västbengalen, i den östra delen av landet, 1 400 km sydost om huvudstaden New Delhi. Bāsanti ligger 9 meter över havet och antalet invånare är 278 000.
Terrängen runt Bāsanti är mycket platt. Runt Bāsanti är det tätbefolkat, med 683 invånare per kvadratkilometer. Bāsanti är det största samhället i trakten. Trakten runt Bāsanti består till största delen av jordbruksmark.